# الینوگرل
الینوگرل (انگلیسی: Elinogrel) یک داروی ضد پلاکت تجربی بود که به عنوان یک مهارکننده P2Y12 عمل می کرد. مانند تیکاگرلور و بر خلاف کلوپیدوگرل، الینوگرل یک مهارکننده برگشت پذیر بود که سریع و کوتاه (حدود ۱۲ ساعت) عمل کرد و یک پیش دارو نبود، بلکه خود از نظر دارویی فعال بود. این ماده به شکل نمک پتاسیم آن به صورت داخل وریدی برای درمان حاد و خوراکی برای درمان طولانی مدت استفاده میشد. توسعه در سال 2012 خاتمه یافت.